# Carlitos (1921–2001)
Carlitos, właśc. Carlos Alberto Zolim Filho (ur. 27 listopada 1921 w Porto Alegre, zm. 21 listopada 2001 tamże) – brazylijski piłkarz grający na pozycji napastnika.

## Kariera
Carlitos przez całą swoją karierę grał w jednym klubie, SC Internacional, ze swojego rodzinnego miasta Porto Alegre. Napastnik grał od 1939 do 1951, stając się najlepszym strzelcem w historii Internacional, z 325 golami w 384 meczach. Z 42 golami w 62 meczach jest także najlepszym strzelcem w derbach Porto Alegre znanych jako Gre-Nal.
Swoje pierwsze mecze grał w amatorskim klubie Tristezense, a do Internacionalu trafił w 1937 roku, w wieku 16 lat. Piłkarz przedstawiał się jako Carlos, dopóki nie musiał przedstawić swojego aktu urodzenia w klubie. Odkrył wtedy, że urzędnik wpisał w ten dokument jedynie imię Alberto. Oficjalnie więc nazywał się Alberto Zolim Filho, jednakże sam zawodnik używał imienia Alberto jako drugie i postanowił przyjąć pseudonim Carlitos, by podkreślić swoje przywiązanie do imienia Carlos, którego de facto nie nosił. W barwach Colorado zadebiutował 22 maja 1938 roku, w wygranym 4:0 meczu nad Esporte Clube São José.
Razem z klubem Internacional dziesięć razy zdobył mistrzostwo stanu Rio Grande do Sul (czyli Campeonato Gaúcho) oraz mistrzostwo miasta Porto Alegre (czyli Campeonato Citadino de Porto Alegre) w tym osiem razy z rzędu – w latach 1940-1948 oraz 1950-1951.
Wraz z Tesourinhą i Adãozinho tworzył najlepszą trójkę napastników w latach 40. XX wieku w Brazylii. Zespół Internacionalu grający tą trójką w ataku budził postrach wśród przeciwników i nazywany był „Rolo Compressor” (port.) walec parowy. We wszystkich rozgrywkach strzelił aż 485 bramek i wciąż jest najlepszym strzelcem w historii klubu.
Carlitos zmarł 21 listopada 2001 roku, w wieku 79 lat. Przyczyną jego śmierci była infekcja organizmu oraz niewydolność oddechowa.

## Osiągnięcia
Klub
- SC Internacional
  - Campeonato Gaúcho: 1940, 1941, 1942, 1943, 1944, 1945, 1946, 1947, 1948, 1950, 1951
  - Campeonato Citadino de Porto Alegre: 1940, 1941, 1942, 1943, 1944, 1945, 1946, 1947, 1948, 1950, 1951